# Ablabesmyia hauberi
Ablabesmyia hauberi är en tvåvingeart som beskrevs av Beck 1966. Ablabesmyia hauberi ingår i släktet Ablabesmyia och familjen fjädermyggor. Inga underarter finns listade i Catalogue of Life.